# Estação Ferroviária de Albergaria dos Doze

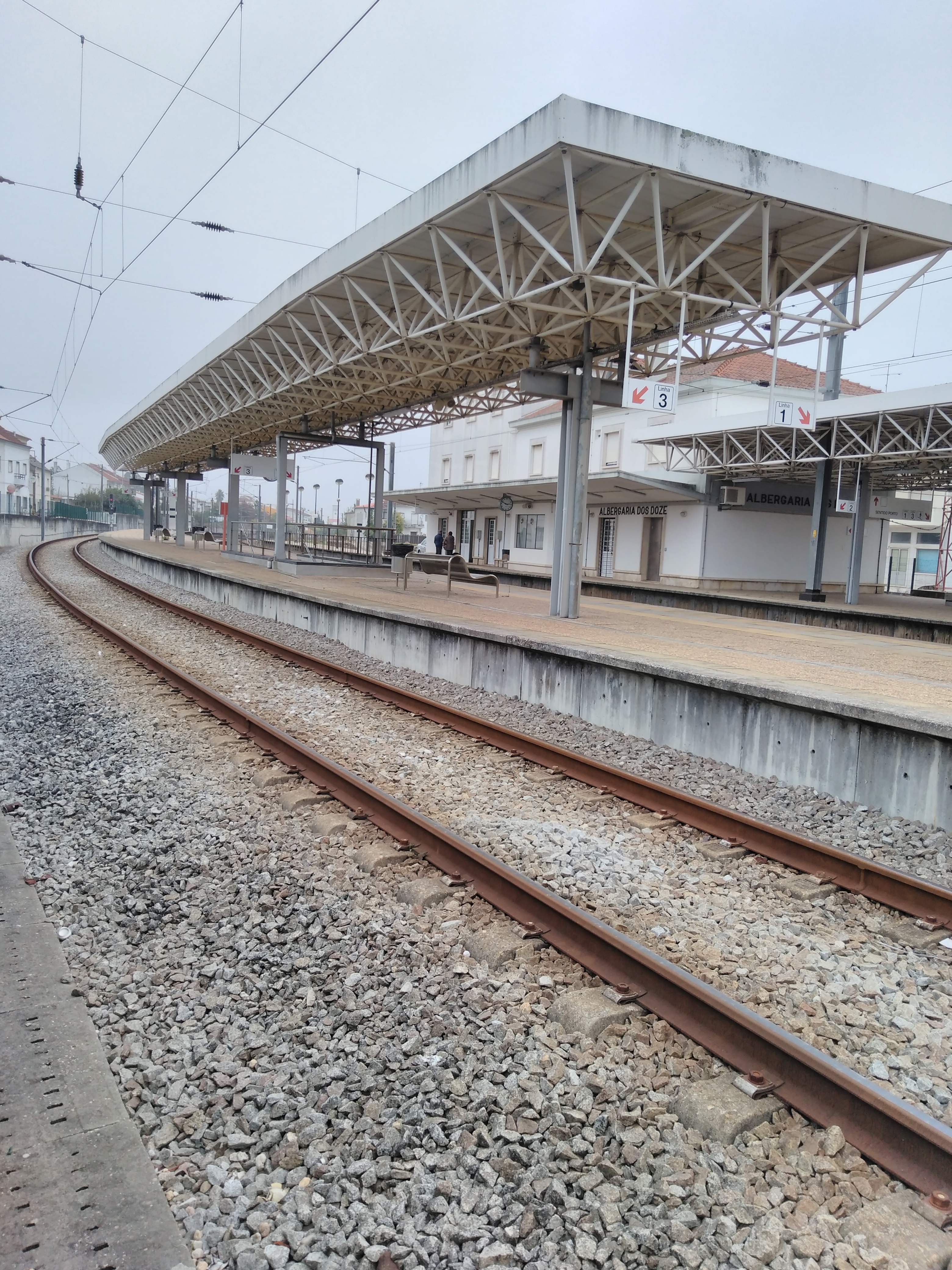
Aspeto da plataforma central em 2018, com seu abrigo e o edifício de passageiros em fundo.

A estação de Albergaria dos Doze, originalmente denominada apenas de Albergaria, nome por vezes grafado como "Dos Doze", é uma interface da Linha do Norte, que serve a localidade de Albergaria dos Doze, no Distrito de Leiria, em Portugal.

## Descrição

### Localização e acessos
Esta interface situa-se no extremo sul da malha urbana da localidade nominal, distante quase dois quilómetros do seu centro (Castelo), apesar da ferrovia atrevessar longitudinalmente (Norte-Sul) toda a povoação; o acesso do lado noroeste é feito pelo Largo da Estação, que entronca na Rua Nova (=EM532-1), e do lado sudeste pela Rua Principal (=ER350).

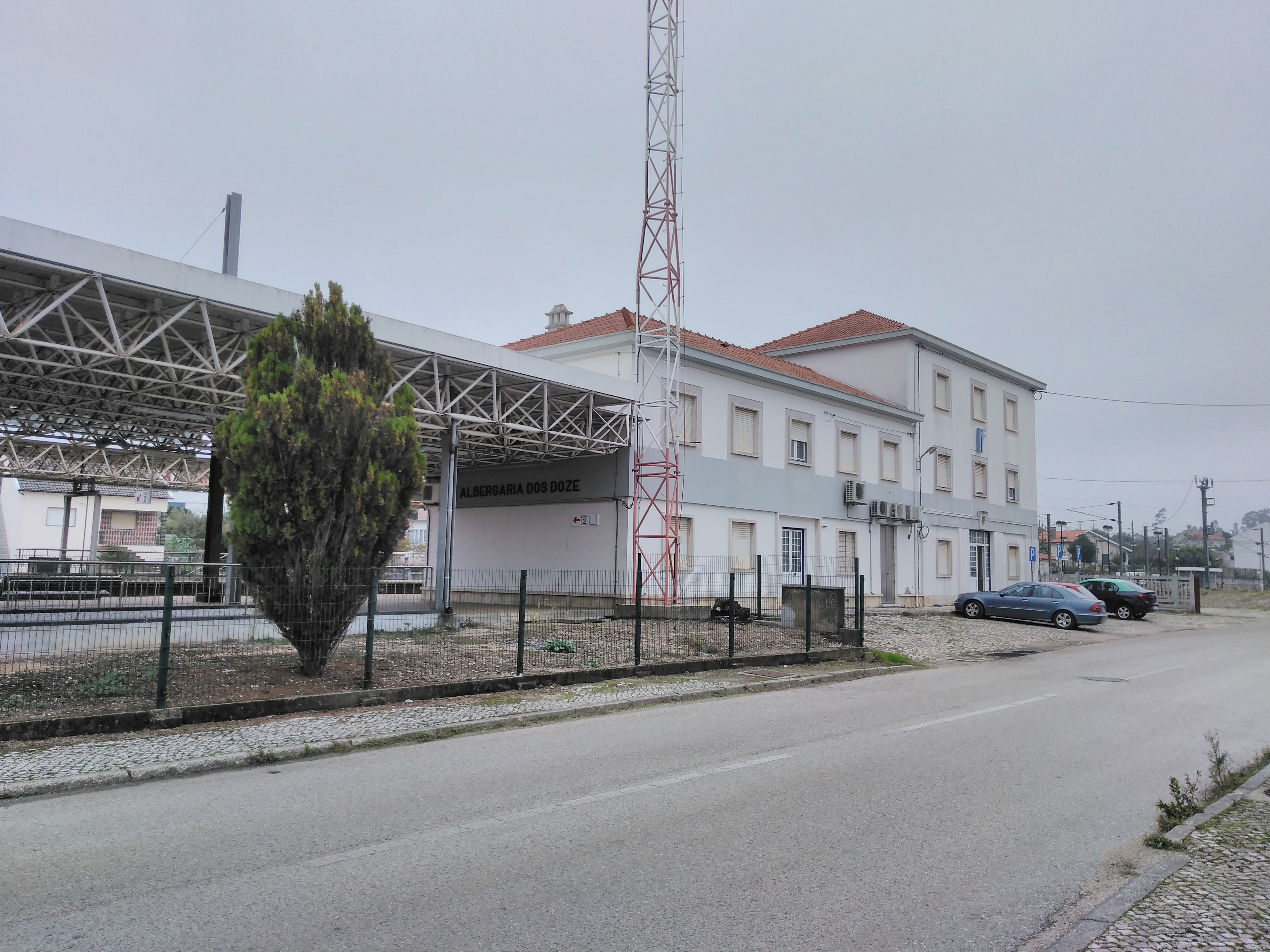
O edifício de passageiros, em 2018.

### Infraestrutura
O edifício de passageiros situa-se do lado sudeste da via (lado direito do sentido ascendente, para Campanhã).
Esta interface apresenta três vias de circulação, numeradas de I a III, com comprimentos de 754, 735, e 630 m, respetivamente, e acessíveis por plataformas parcialmente desencontradas, com de 254, 234, e 255 m de comprimento e 55 cm de altura; existe ainda uma via secundária, identificada como G2, com comprimento de 48 m; todas estas vias estão eletrificadas em toda a sua extensão.

### Serviços
Em dados de 2023, esta interface é servida por comboios de passageiros da C.P. de tipo regional tipicamente com onze circulações diárias em cada sentido entre Entroncamento e Coimbra.

## História

### Século XIX
Durante a fase de planeamento da Linha do Norte, ficou desde logo prevista a passagem por Albergaria, como parte do lanço entre o Entroncamento e Pombal. Esta interface situa-se no lanço entre o Entroncamento e Soure, que abriu à exploração em 22 de Maio de 1864. Porém, a construção na zona da Albergaria foi muito difícil em comparação com outros lanços da Linha do Norte, devido à natureza dos terrenos, de areia fina argilosa e aquífera, dificuldades que se relevaram especialmente durante a construção do túnel de Albergaria.

### Século XX

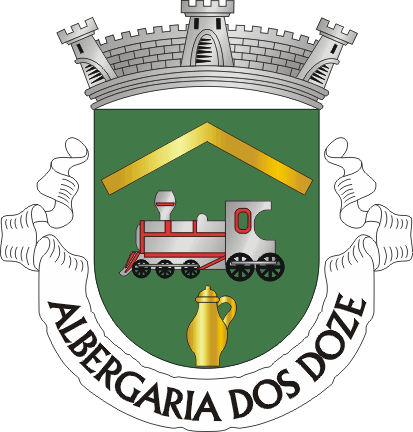
Brasão da freguesia de Albergaria dos Doze, em uso oficial de 2000 a 2013, alusivo à importância local da estação.

Em 1914, o edifício da estação foi alvo de obras de ampliação, tendo sido construído um novo piso. Em 16 de Setembro de 1926, a Gazeta dos Caminhos de Ferro noticiou que estavam previstas novas obras na estação, para começar o alongamento do túnel. Em 1939, foi organizado um comboio especial entre Lisboa e o Porto para regular a marcha dos serviços rápidos, que parou nesta estação para alimentação de água e manutenção da locomotiva.
No relatório de 1954 do Conselho de Administração da Companhia dos Caminhos de Ferro Portugueses, estava prevista a duplicação do lanço entre esta estação e Fátima. Num artigo publicado na Gazeta dos Caminhos de Ferro de 16 de Fevereiro de 1956, o escritor José da Guerra Maio calculou que o tempo de percurso do comboio Sud Express em Portugal fosse reduzido para seis horas, quando estivessem terminadas as obras de duplicação do lanço entre esta estação e Fátima, e substituídas as pontes na Linha da Beira Alta.

### Século XXI
Em Janeiro de 2011, apresentava três vias de circulação, com 744, 725 e 639 m de comprimento, enquanto que as plataformas tinham 255 e 234 m de extensão, e 55 cm de altura — valores mais tarde ligeiramente alterados para os atuais.